# Albert Hetényi Heidelberg
Dans le nom hongrois Hetényi-Heidelberg Albert, le nom de famille précède le prénom, mais cet article utilise l’ordre habituel en français Albert Hetényi-Heidelberg, où le prénom précède le nom.
Albert Hetényi Heidelberg, né le 18 avril 1875 à Vienne et décédé le 5 juillet 1951 à Budapest, est un compositeur hongrois d'opérette, de cabaret et de chanson.

## Biographie
Albert Hetényi Heidelberg entame des études de chimie. En 1895, il publie ses premières œuvres musicales. Il devient vite un des compositeurs les plus réputés d'opérette et de cabaret. Il écrit un total de quarante opérettes. Dans le domaine de la musique de film, de 1899 à 1979, il travaille avec, entre autres, le réalisateur István Székely (Steve Sekely). Son fils Ernő Hetényi est un orientaliste spécialiste du bouddhisme.

## Œuvres principales (opérettes)
- Tom Pick (1904)
- A vigadó özvegy
- Aira (1910)
- Heine halála (1912)
- A tökfilkó (1916)
- Szerelem a fronton (1918)
- Három piros rózsa - daljáték (1918)
- Utolsó szimfónia (1919)
- Le a férfiakkal! (1921)
- Pesti kávéház - vígopera, két felvonásban (1923)
- Felemás (1924)
- Kozákok - daljáték (1931)
- Gezeresz Egyiptomban (1931)
- A mozi csillaga (1935)